# HMS Apollo (M01)
HMS Apollo (M01/N01) là một tàu rải mìn thuộc lớp Abdiel được Hải quân Hoàng gia Anh Quốc chế tạo trong Chiến tranh Thế giới thứ hai. Là chiếc tàu chiến thứ tám của Hải quân Hoàng gia mang cái tên này, nó đã phục vụ cùng Hạm đội Nhà trong chiến tranh, tham gia cuộc đổ bộ Normandy trước khi được chuyển sang Hạm đội Thái Bình Dương Anh Quốc. Được đưa về lực lượng dự bị vào năm 1946, nó được cho tái hoạt động vào năm 1951, phục vụ cho đến năm 1961, và cuối cùng bị tháo dỡ vào năm 1962.

## Lịch sử hoạt động

### 1944
Được đưa vào hoạt động sau khi chạy thử máy vào tháng 2 năm 1944, Apollo gia nhập Hạm đội Nhà tại Scapa Flow trước khi lên đường đi Plymouth cho các hoạt động rải mìn nhằm hỗ trợ kế hoạch đổ bộ chiếm đóng nước Pháp. Nhận mìn lên tàu tại Milford Haven, nó tiến hành một loạt các chiến dịch ngoài khơi bờ biển Brittany của Pháp giữa Ushant và Île Vierge.
Nó được cho tách ra để hoạt động trong "Chiến dịch Neptune", và vào ngày 7 tháng 6 (Ngày D+1), nó đưa những vị khách đặc biệt, Đại tướng Dwight D. Eisenhower, Tổng tư lệnh lực lượng Đồng Minh, Đô đốc Bertram Ramsay, Tổng tư lệnh hải quân, cùng các sĩ quan tham mưu của Bộ tư lệnh tối cao Lực lượng Viễn chinh Đồng Minh đi viếng thăm các khu vực tấn công. Chiếc tàu rải mìn không may bị mắc cạn trên đường đi, làm hư hại chân vịt, nên các vị khách phải chuyển sang tàu khu trục Undaunted.
Apollo đi đến Sheerness rồi chuyển đến Tyne để sửa chữa, vốn hoàn tất vào tháng 9. Con tàu được chuyển sang dưới quyền Bộ chỉ huy Tiếp cận phía Tây, và được bố trí về hướng Tây Nam rải các bãi mìn đối phó với các hoạt động của tàu ngầm U-boat tại vùng biển gần bờ. Cùng với tàu rải mìn Plover, nó đã rải hơn 1200 quả thủy lôi Mark XVII dọc theo tuyến đường vận tải ven biển dọc theo bờ biển phía Bắc Cornwall. Nó bắt đầu vào ngày 29 tháng 11 năm 1944 với bãi mìn "HW A1", vốn sau đó đã đánh chìm tàu ngầm U-325; và đến ngày 3 tháng 12 nó rải bãi mìn "HW A3" về phía Đông "HW A1", vốn sau đó cũng đã đánh chìm tàu ngầm U-1021.
Vào ngày 24 tháng 12, Apollo được điều trở về Hạm đội Nhà cho nhiệm vụ rải mìn tại vùng biển Na Uy. Nó hoạt động ngoài khơi Utsira trong tháng 1 năm 1945 cùng với các tàu khu trục Zealous và Carron.

### 1945

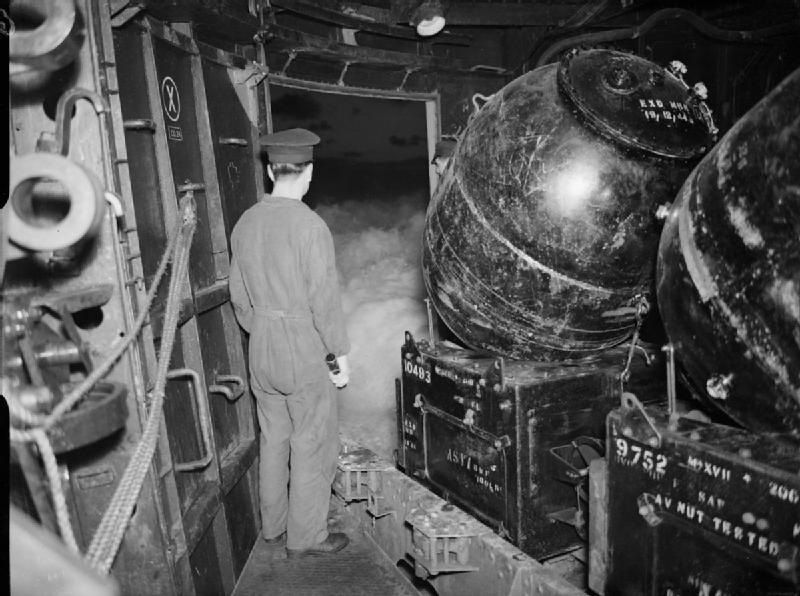
Apollo thả thủy lôi ngoài khơi Na Uy

Vào ngày 15 tháng 1 năm 1945, Apollo quay trở lại thuộc quyền Bộ chỉ huy Tiếp cận phía Tây để rải mìn tại vùng biển Ireland. Đến ngày 13 tháng 4, nó gia nhập trở lại Hạm đội Nhà cho "Chiến dịch Trammel", một hoạt động rải mìn tại eo biển Kola thuộc Liên Xô trong thành phần "Lực lượng 5" cùng với các tàu khu trục lớp O và P Opportune, Orwell và Obedient. Nó quay trở lại Hạm đội Nhà trong tháng 5.
Sau khi Đức đầu hàng, Apollo lên đường đi Oslo cùng với tàu chị em Ariadne và tàu tuần dương hạng nặng Devonshire để đưa Chính phủ Na Uy lưu vong cùng Thái tử Olav quay trở về nước.
Khi quay về Apollo chuẩn bị để phục vụ cùng Hạm đội Thái Bình Dương Anh Quốc, khởi hành từ Portsmouth vào cuối tháng 6. Sau các cuộc thực tập cùng Hạm đội Địa Trung Hải tại Malta vào tháng 7, cuối cùng nó đi đến Melbourne vào ngày 1 tháng 8, lúc mà việc phục vụ của nó không còn cần thiết vì Nhật Bản đã đầu hàng vào ngày 15 tháng 8.

### Sau chiến tranh
Apollo sau đó được bố trí vào nhiệm vụ hồi hương, chuyên chở những tù binh chiến tranh Anh đến Thượng Hải cho hành trình quay trở về Anh Quốc. Nó cũng vận chuyển thư tín và tiếp liệu cho các con tàu và các căn cứ tại Thái Bình Dương, bao gồm căn cứ của Hạm đội Thái Bình Dương tại Manus, Thượng Hải, nhiều cảng ở Nhật Bản và Hong Kong. Đến giữa năm 1946, Apollo quay trở về Chatham và được đưa về lực lượng dự bị. Vào năm 1948 ký hiệu lườn tàu của nó được thay đổi từ M01 sang N01.

### 1951 – 1961
Apollo được cho hoạt động trở lại vào năm 1951 khi nổ ra cuộc Chiến tranh Triều Tiên. Sau khi được tái trang bị, nó gia nhập Hạm đội Nhà và đã phục vụ trong mười năm tiếp theo. Apollo được cho ngừng hoạt động và quay lại lực lượng dự bị vào năm 1961, được đưa vào danh sách loại bỏ trong năm tiếp theo, và được bán cho hãng Hughes Bolckow ở Blyth Northumberland để tháo dỡ, nơi công việc bắt đầu vào tháng 11 năm 1962.